# Ribno
Ribno – wieś w Słowenii, w gminie Bled. W 2018 roku liczyła 607 mieszkańców.